# Косс, Эмманюэль
Эмманюэ́ль Косс (фр. Emmanuelle Cosse; род. 15 ноября 1974, Париж) — французский политический и государственный деятель, министр жилищного строительства и экологичной среды обитания (2016—2017 годы).

## Биография
В 1997 году окончила юридический факультет университета Париж XII.
В 1990 году вступила в Независимую и демократическую лицейскую федерацию (FIDL), в 1992 году — в организацию профилактики СПИДа Act Up (в 1999—2001 годах её возглавляла). В 2009 году вступила в партию Европа Экология Зелёные, в 2010 году стала заместителем председателя регионального совета Иль-де-Франс, 30 ноября 2013 года избрана национальным секретарём ЕЭЗ.
В 2014 году участвовала в кампании лидера экологистов на муниципальных выборах в Париже Кристофа Наждовски, в 2015 году переизбрана в региональный совет Иль-де-Франс.
11 февраля 2016 года вошла во второе правительство Мануэля Вальса, получив портфель министра жилищного хозяйства и экологичной среды обитания.
В марте 2016 года, ввиду несогласия ЕЭЗ с участием Косс в правительстве, исключена из партии.
10 июля 2016 года Косс высмеяла решение ЕЭЗ о проведении собственных праймериз в преддверии президентских выборов 2017 года, пошутив по поводу «маленьких праймериз», организованных «маленькой партией», и заявила о её намерении оказать поддержку кандидату Экологистской партии Франсуа де Рюжи, который вместе с другими лидерами мелких левых партий принял участие в так называемых «гражданских праймериз» при ведущей роли в них нескольких кандидатов Социалистической партии.
12 августа 2016 года Косс выступила с инициативой запуска программы создания во Франции частных убежищ для беженцев с Ближнего Востока и из Африки. По её словам, государство могло бы оказывать поддержку общественным организациям в создании сети таких убежищ, выплачивая 1500 евро в год на каждого содержащегося в них беженца. Старт проекта предполагался 1 октября 2016 года и был рассчитан для начала на 50 человек, а впоследствии — на размещение 1000 человек в течение двух лет.
6 декабря 2016 года сохранила прежнюю должность в правительстве Казнёва.
17 мая 2017 года сформировано правительство Эдуара Филиппа, в котором Эмманюэль Косс не получила никакого назначения.

## Личная жизнь
20 июня 2015 года Эмманюэль Косс вышла замуж за политика-однопартийца Дениса Бопена (церемонию бракосочетания провела лично мэр Парижа Анн Идальго).